# Alexander Gramsch
Alexander Gramsch (* 1965) ist ein deutscher Prähistoriker mit einem Schwerpunkt auf Funeralpraktiken am menschlichen Körper sowie der Wissenschaftsgeschichte und Epistemologie der Archäologie.

## Werdegang
Alexander Gramsch studierte unter anderem an der Universität Heidelberg und der Freien Universität Berlin und schloss sein Studium mit einem Master an der University of Cambridge bei Ian Hodder ab. Seine Dissertation mit dem Titel Ritual und Kommunikation – Altersklassen und Geschlechterdifferenz im spätbronze- und früheisenzeitlichen Gräberfeld Cottbus Alvensleben-Kaserne (Brandenburg) schloss er 2005 ab und war Teil des Projektes „Herrschaft und Geschlechterdifferenz im 1. Jahrtausend v. Chr. – Spätbronzezeitliche Gesellschaften in der Niederlausitz (Brandenburg) aus Sicht der Genderforschung“. Das Projekt war der Professur für Ur- und Frühgeschichte des Historischen Seminars der Universität Leipzig angegliedert und lief unter der Leitung von Sabine Rieckhoff, die ihn auch promovierte.
Auf die Promotion folgte zunächst eine Lehrtätigkeit an der Fachhochschule für Technik und Wirtschaft in Berlin an der Fakultät für Grabungstechnik und Restaurierung. Danach arbeitete er als Postdoc im Projekt „Neue Grundlagen für sozialgeschichtliche Forschungen in der Archäologie“ an der Universität Basel mit, das vom Schweizerischen Nationalfonds gefördert wurde. Außerdem fungierte er als Projektmanager am Museum der Westlausitz Kamenz im Projekt „Bronzezeit in der Lausitz“. Ebenso arbeitete er von 2008 bis 2010 an der Generaldirektion Kulturelles Erbe Rheinland-Pfalz in der Direktion der Landesarchäologie der Außenstelle Speyer. Hierauf folgte seine Tätigkeit als Leiter des Museums in Herxheim, welche er von 2011 bis 2018 ausübte. In den Jahren 2010 bis 2014 war Gramsch zudem als Editor des The European Archaeologist tätig, des Newsletters der „European Association of Archaeologists“.
Ab 2014 war Gramsch zunächst als Redakteur der Germania an der Römisch-Germanischen Kommission angestellt. Seit 2018 ist er Leiter der dortigen Redaktionsabteilung. Darüber hinaus gehört Gramsch zu den Projektverantwortlichen des Forschungsclusters „Körper und Tod“ des Deutschen Archäologischen Instituts und ist Mitglied im Beirat des „Forums Kritische Archäologie“. Zudem gehört er zum Herausgebergremium der Ethnographisch-Archäologischen Zeitschrift.

## Schriften
- als Herausgeber: Vergleichen als archäologische Methode. Analogien in den Archäologien (= BAR International Series. Band 825). British Archaeological Reports/Hadrian Books, Oxford 2000, ISBN 1-84171-037-7.
- als Herausgeber mit Peter F. Biehl und Arkadiusz Marciniak: Archäologien Europas. Geschichte, Methoden und Theorien (= Tübinger Archäologische Taschenbücher. Band 3). Waxmann, Münster 2002, ISBN 3-8309-1067-3.
- Eine kurze Geschichte des archäologischen Denkens in Deutschland (= Leipziger online-Beiträge zur Ur- und Frühgeschichtlichen Archäologie. Band 19). Universität Leipzig, Leipzig 2006 (online).
- als Herausgeber mit Marion Benz: Beiträge zum Thema Fest aus dem Orientalischen Seminar der Albert-Ludwigs-Universität Freiburg i. Br. (= Ethnographisch-Archäologische Zeitschrift. Heft 4/2006). Humboldt-Universität zu Berlin, Berlin 2006, ISSN 0012-7477.
- Ritual und Kommunikation. Altersklassen und Geschlechterdifferenz im spätbronze- und früheisenzeitlichen Gräberfeld Cottbus Alvensleben-Kaserne (Brandenburg) (= Universitätsforschungen zur Prähistorischen Archäologie. Band 181). Rudolf Habelt Verlag, Bonn 2010, ISBN 978-3-7749-3682-9.
- als Herausgeber: Alles Müll – oder was? Ein Siedlungsplatz der Stein-, Bronze- und Eisenzeit in Impflingen bei Landau. Sonderausstellung im Museum Herxheim, 26.8.–20.11.11. Museum Herxheim, Herxheim bei Landau 2011, ISBN 978-3-00-035634-6.
- als Herausgeber mit Ulrike Sommer: A history of Central European archaeology: theory, methods and politics (= Archaeolingua Series minor. Band 13). Archaeolingua, Budapest 2011, ISBN 978-963-9911-23-9.
- Archaeology, the Public, and Europeanism: Caught Falling between Two Chairs? In: Dirk Callebaut, Jana Maříková-Kubková, Jan Mařík (Hrsg.): Heritage reinvents Europe. Europae Archaeologiae Consilium, Jambes 2013, S. 25–32.
- Treating Bodies: Transformative and Communicative Practices. In: Liv Nilsson Stutz, Sarah Tarlow (Hrsg.): The Oxford Handbook of the Archaeology of Death and Burial. Oxford University Press, Oxford 2013, S. 458–474.
- mit Knut Rassmann: Mensch, Umwelt, Lebenswelt: Die Erkundung einer Beziehungsgeschichte. In: Eszter Bánffy, Kerstin P. Hofmann, Philipp von Rummel (Hrsg.): Spuren des Menschen. 800 000 Jahre Geschichte in Europa. Theiss, Darmstadt 2019, S. 34–55.
- als Herausgeber mit Susanne Grunwald, Eszter Bánffy, Kerstin P. Hofmann und Gabriele Rasbach (Hrsg.): Digging Bersu. Ein europäischer Archäologe (= Bericht der Römisch-Germanischen Kommission. Band 100). Gebr. Mann, Berlin 2019, ISBN 978-3-7861-2888-5 (online).
- als Herausgeber mit Sophie Hüglin und Liisa Seppänen: Petrification Processes in Matter and Society. Springer International Publishing, Cham 2021, ISBN 978-3-030-69388-6.
- mit Birgit Großkopf: Das „Itinerarium des menschlichen Körpers“: Eine interdisziplinäre Spurensuche. In: Nadia Balkowski, Kerstin P. Hofmann, Isabel A. Hohle, Almut Schülke (Hrsg.): Mensch – Körper – Tod. Der Umgang mit menschlichen Überresten im Neolithikum Mitteleuropas. Sidestone Press, Leiden 2023, ISBN 978-94-6427-054-9, S. 91–117 (open access).
- als Herausgeber mit Eszter Bánffy: The Neolithic of the Sárköz and Adjacent Regions in Hungary: Bioarchaeological Studies (= Confinia et Horizontes. Band 2). Beier & Beran, Langenweißbach 2024, ISBN 978-3-95741-156-3.